# Antonella Ruiz Díaz
Antonella Ruiz Díaz (Gualeguaychú, 28 de diciembre de 1996) es una deportista argentina que compite en atletismo adaptado. Ganó dos medallas en los Juegos Paralímpicos de Verano, bronce en Tokio 2020 y bronce en París 2024.

## Palmarés internacional
| Juegos Paralímpicos | Juegos Paralímpicos | Juegos Paralímpicos | Juegos Paralímpicos |
| Año                 | Lugar               | Medalla             | Prueba              |
| ------------------- | ------------------- | ------------------- | ------------------- |
| 2020                | Tokio (Japón)       | Medalla de bronce   | Peso F41            |
| 2024                | París (Francia)     | Medalla de bronce   | Peso F41            |